# العلاقات الدومينيكانية الليبية
العلاقات الدومينيكانية الليبية هي العلاقات الثنائية التي تجمع بين جمهورية الدومينيكان وليبيا.

## مقارنة بين البلدين
هذه مقارنة عامة ومرجعية للدولتين:
| وجه المقارنة                                              | جمهورية الدومينيكان | ليبيا                                       |
| --------------------------------------------------------- | ------------------- | ------------------------------------------- |
| المساحة (كم2)                                             | 48.67 ألف           | 1.76 مليون                                  |
| عدد السكان (نسمة)                                         | 10.40 مليون         | 6.37 مليون                                  |
| الكثافة السكانية (ن./كم²)                                 | 213.68              | 3.62                                        |
| العاصمة                                                   | سانتو دومينغو       | طرابلس                                      |
| اللغة الرسمية                                             | اللغة الإسبانية     | اللغة العربية، اللغة العربية الفصحى الحديثة |
| العملة                                                    | بيزو دومنيكاني      | دينار ليبي                                  |
| الناتج المحلي الإجمالي (بليون دولار)                      | 75.93 مليار         | 50.98 مليار                                 |
| الناتج المحلي الإجمالي (تعادل القوة الشرائية) بليون دولار | 149.89 مليار        | 69.32 مليار                                 |
| الناتج المحلي الإجمالي الاسمي للفرد دولار أمريكي          | 6.47 ألف            |                                             |
| الناتج المحلي الإجمالي للفرد دولار أمريكي                 | 13.26 ألف           | 15.60 ألف                                   |
| مؤشر التنمية البشرية                                      | 0.715               | 0.724                                       |
| رمز المكالمات الدولي                                      | +1809، +1829، +1849 | +218                                        |
| رمز الإنترنت                                              | .do                 | .ly                                         |
| المنطقة الزمنية                                           | 00                  | ت ع م+02:00، توقيت شرق أوروبا               |

## منظمات دولية مشتركة
يشترك البلدان في عضوية مجموعة من المنظمات الدولية، منها:
| علم المنظمة | اسم المنظمة                        | تاريخ انضمام جمهورية الدومينيكان | تاريخ انضمام ليبيا |
| ----------- | ---------------------------------- | -------------------------------- | ------------------ |
|             | مؤسسة التنمية الدولية              | 16 نوفمبر 1962                   | 1 أغسطس 1961       |
|             | يونسكو                             | 4 نوفمبر 1946                    | 27 يونيو 1953      |
|             | وكالة ضمان الاستثمار متعدد الأطراف | 7 مارس 1997                      | 5 أبريل 1993       |
|             | الأمم المتحدة                      | 24 أكتوبر 1945                   | 14 ديسمبر 1955     |
|             | الاتحاد البريدي العالمي            | ?                                | ?                  |
|             | البنك الدولي للإنشاء والتعمير      | 18 سبتمبر 1961                   | 17 سبتمبر 1958     |
|             | منظمة حظر الأسلحة الكيميائية       | ?                                | ?                  |
|             | مؤسسة التمويل الدولية              | 31 أكتوبر 1961                   | 18 سبتمبر 1958     |
|             | منظمة الشرطة الجنائية الدولية      | ?                                | ?                  |

## وصلات خارجية
- موقع وزارة الخارجية الليبية